# Rayleigh-Medaille (Institute of Physics)
Die Rayleigh-Medaille (John William Strutt, Lord Rayleigh Medal and Prize) ist ein Preis für theoretische, mathematische und rechnergestützte Physik des britischen Institute of Physics (IOP). Er ist zu Ehren von Lord Rayleigh benannt und mit 1000 Pfund dotiert.
Er sollte nicht mit der Rayleigh-Medaille des (ebenfalls britischen) Institute of Acoustics (IOA) verwechselt werden.

## Preisträger
- 2008 John Chalker für wichtige und innovative Beiträge zur Festkörperphysik, speziell im Bereich exotischer Quantenphänomene.
- 2009 Robin Ball für seine herausragenden Beiträge zum Verständnis diverser komplexer Phänomene bei Wachstumsmustern und Musterbildung.
- 2011 Arkady Tseytlin für Beiträge zum Verständnis der Stringtheorie und deren Verhältnis zur konventionellen Quantenfeldtheorie und speziell nicht-abelschen Eichtheorien, die die Basis der gegenwärtigen theoretischen Beschreibung der Elementarteilchen-Wechselwirkungen bilden.
- 2013 Edmund Copeland für seine Arbeit in Teilchen/String-Kosmologie von der Evolution kosmischer Superstrings bis zur Charakterisierung der Inflation in der String-Kosmologie und Spezifierungen dynamischer Modelle dunkler Materie und von Modifikationen der Gravitation.
- 2015 Christopher Pickard für seine Entwicklung neuer Theorien und Rechenwerkzeuge für grundlegende Untersuchungen der Materie, die die Interpretation von Magnetresonanzexperimenten erheblich beförderten und eine Reihe unerwarteter Phänomene aufdeckten bei Materie unter hohem Druck und die zunehmend die Entdeckungen in rechnergestützten Materialwissenschaften untermauern.
- 2017 Nigel Glover für bahnbrechende neue Methoden für die Anwendung der störungstheoretischen Quantenchromodynamik auf Hochenergieprozesse mit Jets, die zu ausgefeilten Simulationscodes führten, die bei der Beschreibung von LHC-Daten benutzt wurden.
- 2018 Owen Saxton für seine Beiträge zum Gerchberg-Saxton-Computeralgorithmus, die ihrer Zeit Jahrzehnte voraus waren, aber nun vorherrschend in der Lösung von Phasenproblemen sind, und für seine grundlegenden Bildverarbeitungsprogramme, die nach wie vor einflussreich in der Spitze der Forschung zur Elektronenmikroskopie sind.
- 2019 Nigel Cooper für grundlegende Beiträge zur Quantentheorie von Vielteilchensystemen, sowohl topologische Phasen kalter Atome in künstlichen Eichfeldern betreffend als auch neuartigen Phänomen in elektronischen Materialien.
- 2020 Kellogg Stelle für wesentliche Beiträge zur Grundlagenphysik: die erste Quantentheorie der Gravitation, die Konstruktion von Brane-Kosmologien, die Entdeckung der Supermembran und fundamentale Arbeiten über supersymmetrische Feldtheorien und Supergravitation.
- 2021 Jerome P. Gauntlett, für herausragende Beiträge zu unserem Verständnis der Stringtheorie und ihre Anwendung in Quantenfeldtheorien, auf Schwarze Löcher, Festkörperphysik und Geometrie.
- 2022 Benjamin Doyon, for pioneering contributions to a new hydrodynamic theory for the large-scale behaviours of integrable systems, which had a major influence in condensed matter, cold atomic and statistical physics research.
- 2023 Nikolas Mavromatos, for fundamental contributions to theoretical physics, especially the suggestion of quantum gravity-induced modifications of the vacuum optical properties, a proposition that led to a new arena of theoretical and experimental investigation.